# Kreuzigungsfenster (Runan)

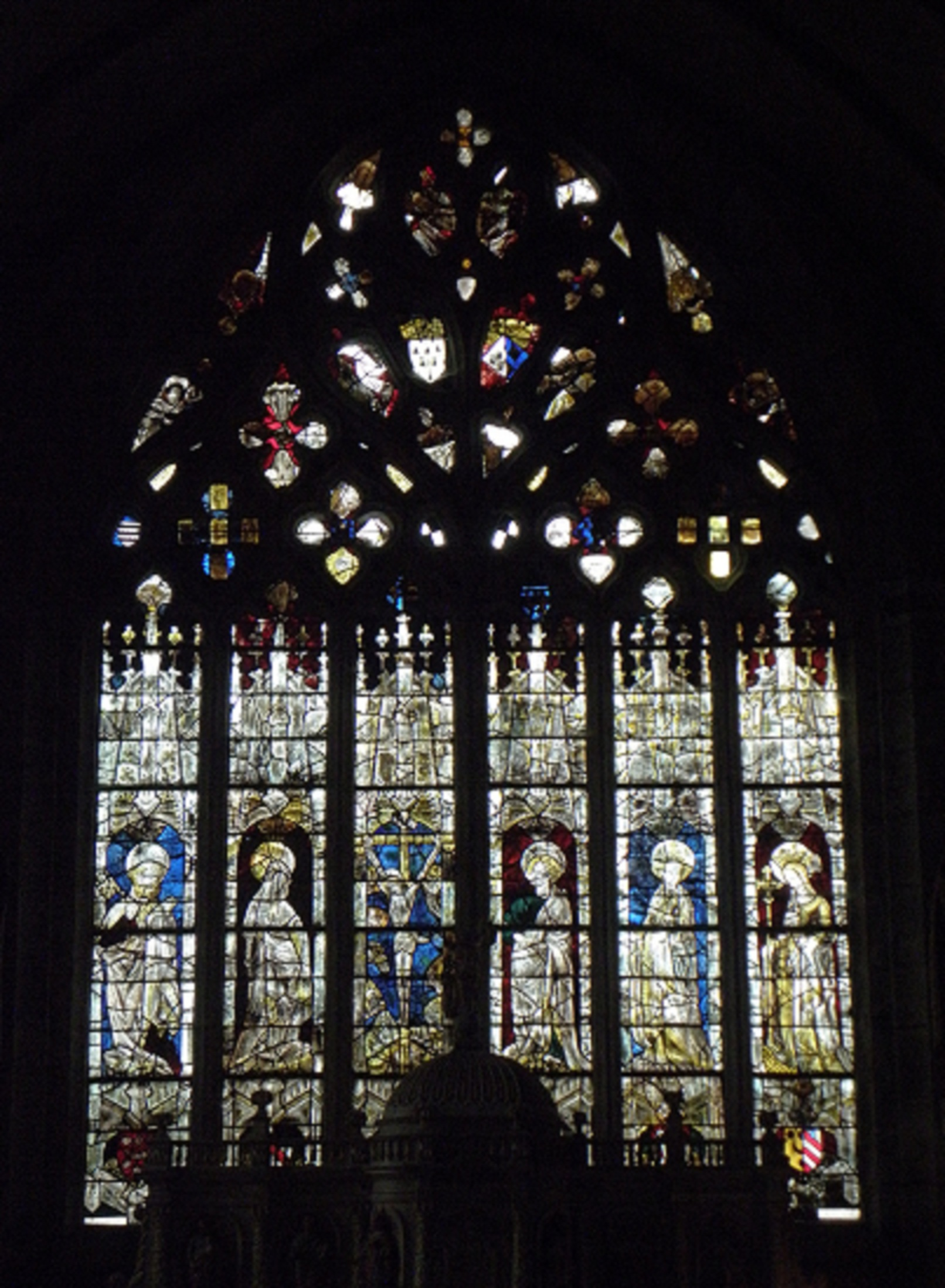
Kreuzigungsfenster in Runan

Das Kreuzigungsfenster in der katholischen Kirche Notre-Dame in Runan, einer französischen Gemeinde im Département Côtes-d’Armor der Region Bretagne, wurde 1423 geschaffen. Das Bleiglasfenster wurde 1907 als Monument historique in die Liste der Baudenkmäler in Frankreich aufgenommen.
Das zentrale Fenster im Chor wurde von einer unbekannten Werkstatt geschaffen. Es zeigt auf sechs Lanzetten eine Kreuzigungsszene mit der Kreuzigung Jesu, links daneben steht Maria und rechts der Apostel Johannes. Links und rechts außen sind der Apostel Petrus, die heilige Katharina von Alexandrien und die heilige Margareta von Antiochia dargestellt.
Am unteren Bereich sind sechs Wappen zu sehen, die nicht alle identifiziert werden konnten.
Das Fenster wurde 1886 von der Glasmalereiwerkstatt der Karmelitinnen von Le Mans restauriert. 

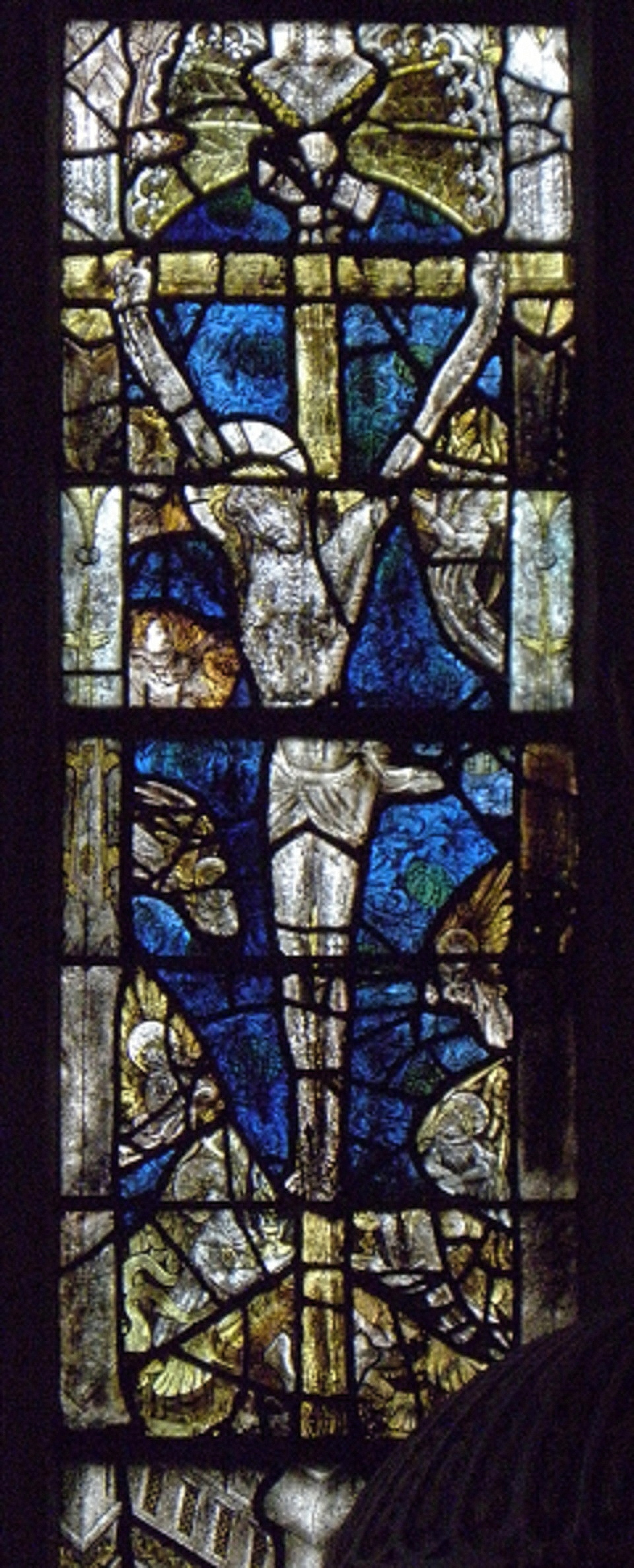
Kreuzigung
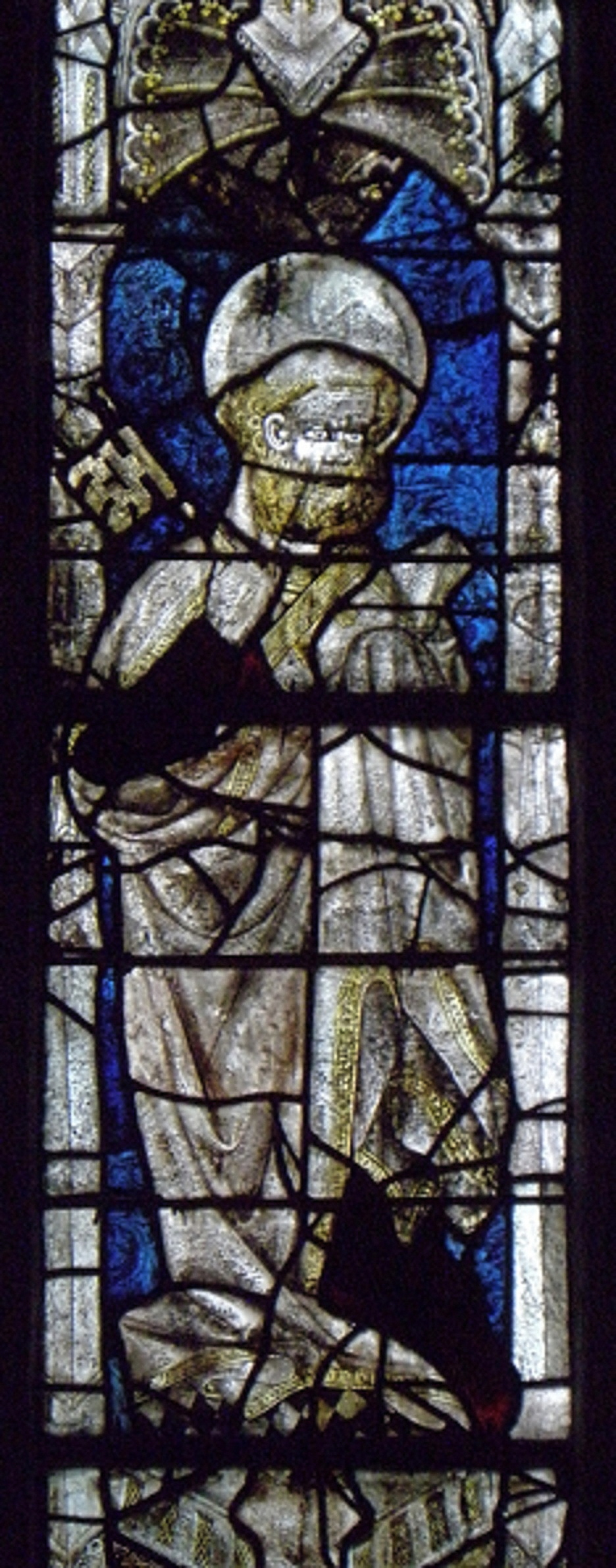
Apostel Petrus (links außen)
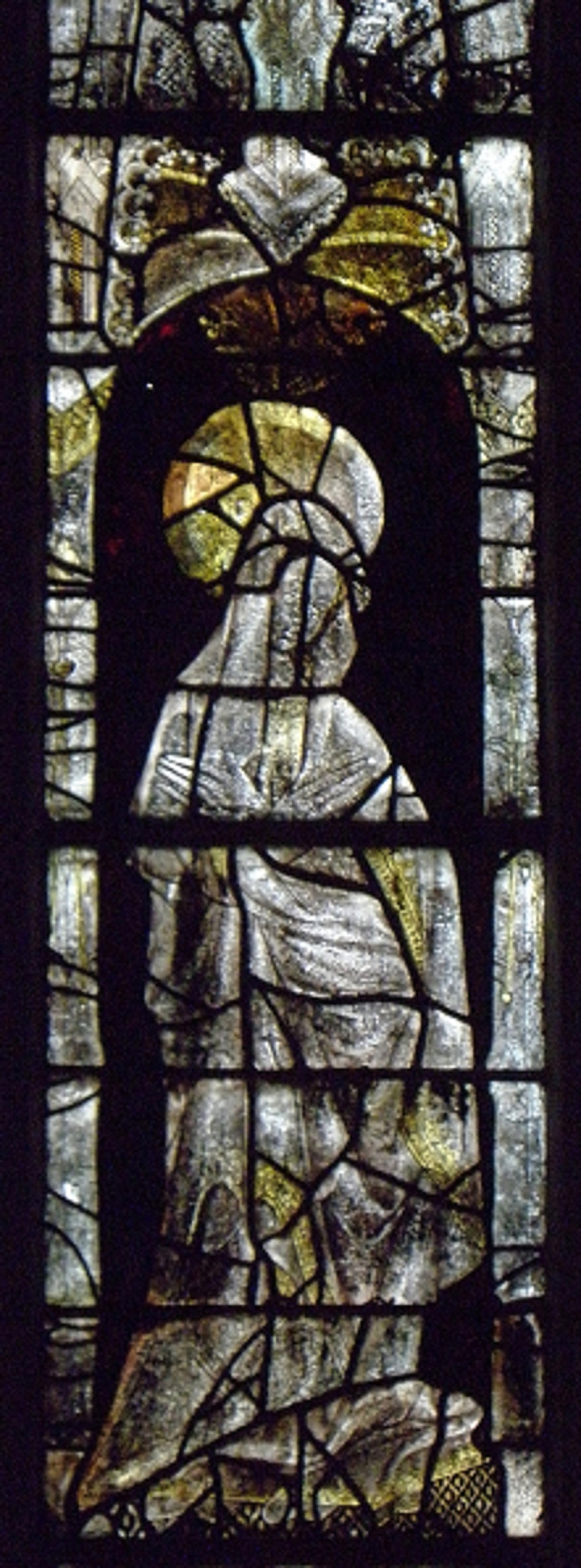
Maria (links der Kreuzigung)

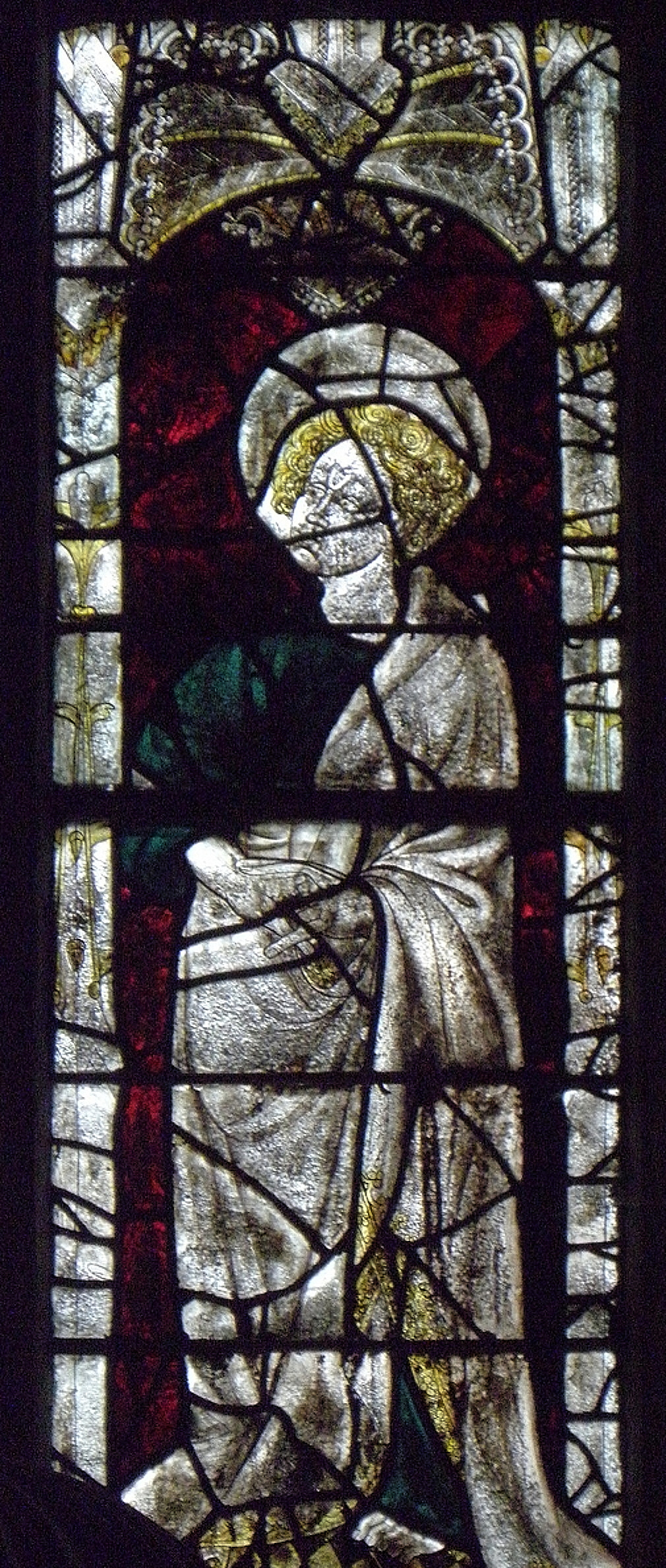
Apostel Johannes (rechts der Kreuzigung)
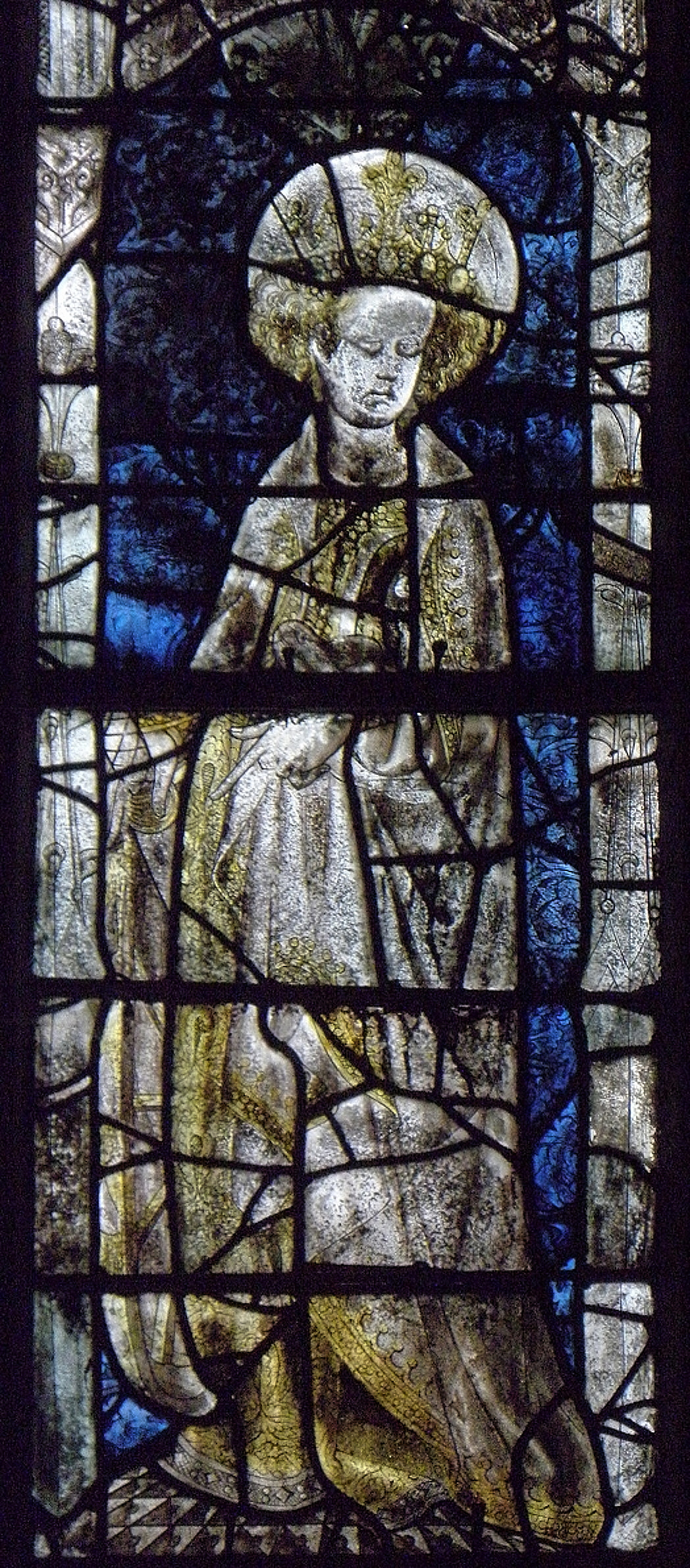
Heilige Katharina von Alexandrien (zweite von rechts)
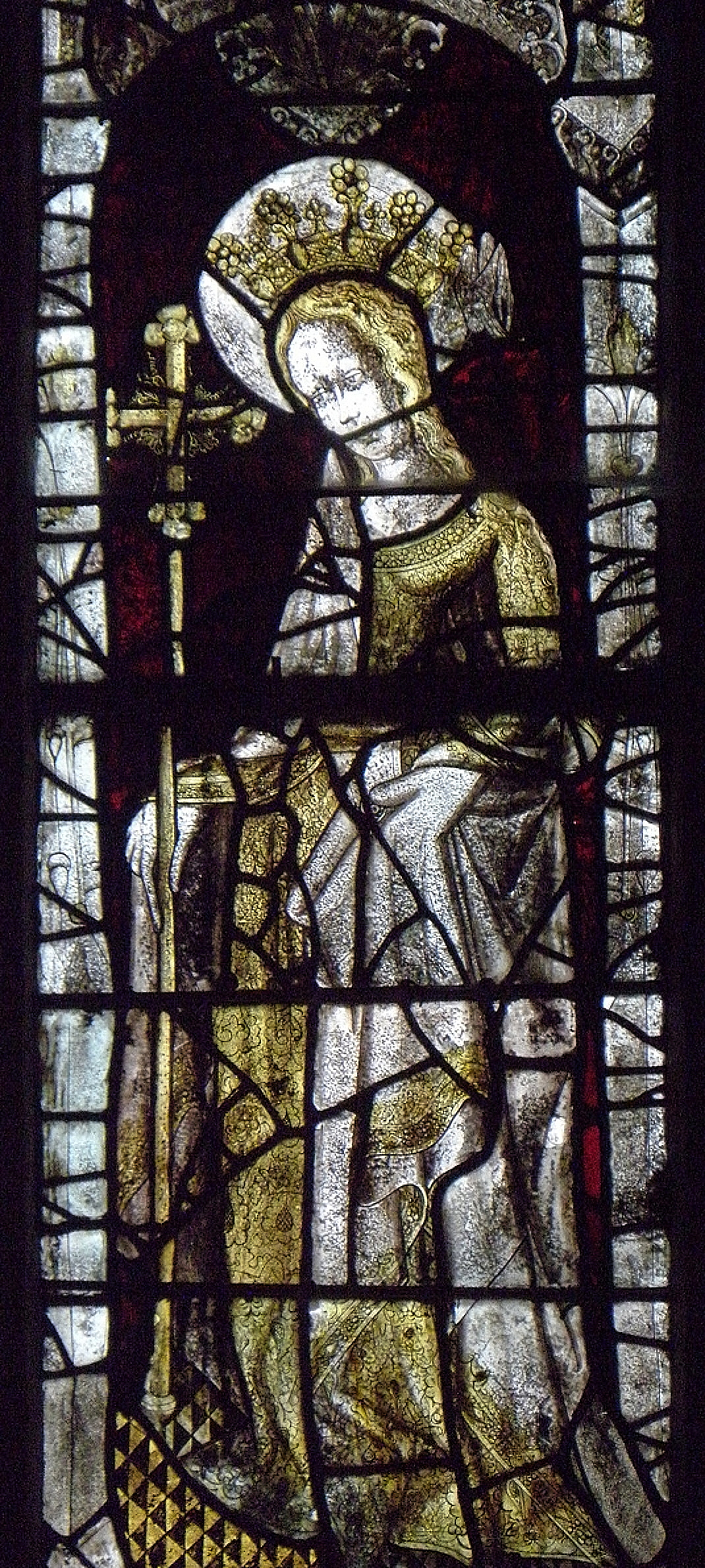
Heilige Margareta von Antiochia (rechts außen)
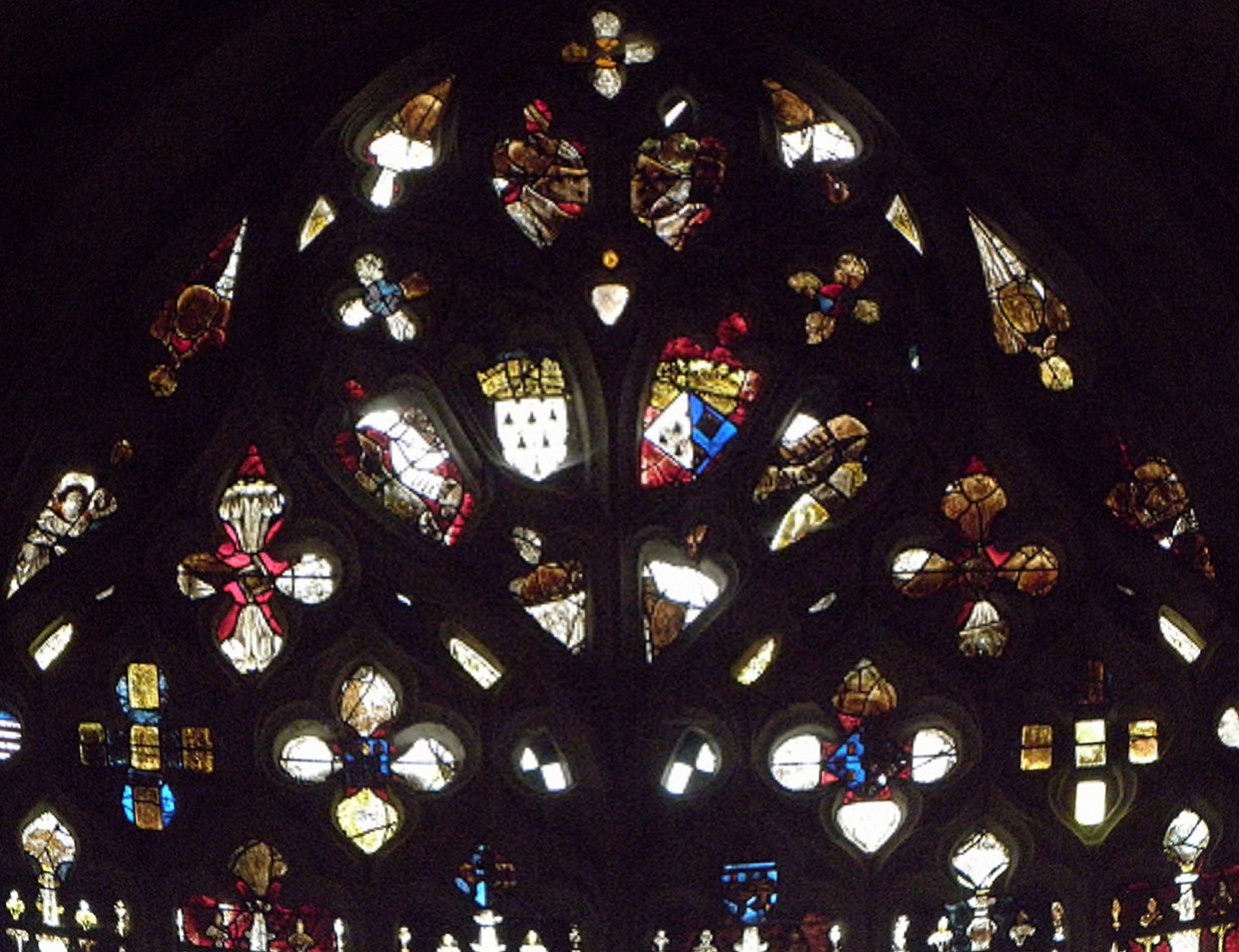
Maßwerk mit Engeln und dem Wappen der Bretagne